# Киркук
Киркук (курд. که‌رکووک, арап. كركوك) је древни град у Ираку, близу Реке Хаса на рушевинама 3.000 година старе насеобине. Центар је северноирачке нафтне индустрије. Његове координате су 35,47° север, 44,41° исток, у ирачкој провинцији Ат-Тамим. Процена броја становника за 2003. је 755.700 људи.
Са експлоатацијом киркушког нафтног поља је започела Ирачка нафтна компанија (ИПЦ), 1934. и оно је остало основа северно-ирачке производње нафте, са преко 10 милијарди барела (1,6 km³) проверених резерви нафте - 1998. У постројењима су се дешавале саботаже током борби ирачких снага и Курда.
Нафтоводи воде од Киркука кроз Турску до Чејана на Средоземном мору и они су били једна од две главне руте за извоз ирачке нафте под програмом Нафта за храну, који је организован након Заливског рата 1991. Постоје две паралелне линије изграђене 1977. и 1987. 
Главне етничке групе у Киркуку су Курди, Арапи и Туркмени. Киркук је дуго био познат као град где различите етничке групације живе заједно у миру, али је ово промењено 1980-их, за време режима Садама Хусеина. Курди и Туркмени су истерани из града у околна села, и замењени арапским радницима на нафтним постројењима у садамовом плану арабизације из Ан-Анфал кампање.